# Hot Space
Albums de Queen
Greatest Hits
(1981) The Works
(1984)
Singles
1. Under Pressure
Sortie : 26 octobre 1981
2. Body Language
Sortie : 19 avril 1982
3. Las Palabras de Amor (The Words of Love)
Sortie : 1er juin 1982
4. Staying Power
Sortie : 31 juillet 1982 (Japon, USA)
5. Calling All Girls
Sortie : 31 juillet 1982
6. Back Chat
Sortie : 9 août 1982

Hot Space est le dixième album studio du groupe de rock britannique Queen sorti le 21 mai 1982 chez EMI au Royaume-Uni et par Elektra Records aux États-Unis.
Marquant un changement notable de direction par rapport à leur travail précédent, le groupe utilise de nombreux éléments de disco, de funk, de rhythm and blues, de dance et de musique pop dans l'album,. Ces changements de style ont rendu l’album moins populaire auprès des fans qui préféraient leur style de rock traditionnel qu’ils avaient fini par associer au groupe,. La décision de Queen d'enregistrer un album axé sur la danse a germé avec le succès retentissant aux États-Unis, et dans une moindre mesure au Royaume-Uni, de Another One Bites the Dust.
La chanson Under Pressure, fruit de la collaboration de Queen avec David Bowie, sort en single en 1981 et est devenue le deuxième numéro un du groupe au Royaume-Uni. Bien qu'incluse sur Hot Space, la chanson était un projet séparé et avait été enregistrée avant l'album, avant la controverse entourant le nouveau son rock influencé par le disco de Queen. Le deuxième single extrait de l'album, Body Language, a culminé à la onzième place du Billboard Hot 100 aux États-Unis. Les ventes estimées de l'album s'élèvent actuellement à 3,5 millions d'exemplaires. En juillet 2004, le magazine Q a classé Hot Space parmi les quinze albums « où de grands acteurs du rock ont perdu du terrain ». L’enregistrement est marqué par l'influence néfaste de l’assistant personnel de Freddie Mercury sur le chanteur.

## Historique
Avant 1979, Queen n'a jamais utilisé de synthétiseurs sur ses albums. Ce n'est qu'à partir de The Game que Queen commence à utiliser des synthétiseurs Oberheim OB-X sur ses morceaux, notamment Play the Game et Save Me. Sur Hot Space, le groupe va encore plus loin en introduisant la boîte à rythmes pour la première fois. S'éloignant de leur sonorité emblématique des années 70, Hot Space est en grande partie un mélange de R&B, de funk, de dance et de disco, tandis que les morceaux rock poursuivent une orientation pop rock similaire à celle de leur album précédent (à l'exception du morceau Put Out the Fire).

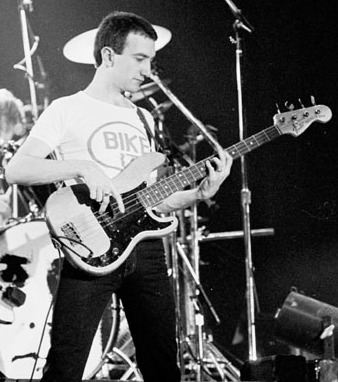
John Deacon est le fer de lance du son disco de l'album.

Lors d'une interview en 1984, Roger Taylor affirme que « c'est vraiment John [Deacon] » qui oriente le groupe vers un son plus disco. Il explique ensuite  : « John a toujours été orienté R&B, c'est notre bassiste qui a écrit Another One Bites The Dust, qui s'est avéré être le plus gros tube de l'année. Et je pense que c'est cette chanson qui nous a propulsés sur cette voie. Je pense que nous sommes allés trop loin et que nous en avons trop fait… Tout le monde dans le groupe ressent la même chose maintenant. »
En réalité, cette suggestion d'explorer la musique de boîte de nuit pour prolonger l'immense succès du tube Another One Bites the Dust, sorti deux ans plus tôt vient de Paul Prenter, manager personnel de Freddie Mercury depuis 1977. Celui-ci a une influence néfaste sur le chanteur dont il est également son amant. Se remémorant l'enregistrement en 2011, Taylor reproche la direction artistique prise par Prenter pour Mercury (et donc pour le reste du groupe), déclarant : « [Prenter] voulait que notre musique sonne comme si on sortait tout droit d'un club gay… et ce n'était pas mon cas. » L'enregistrement de l'album à Munich prend beaucoup plus de temps que les précédents albums causé par un mélange d'alcool, de drogue et de fêtes. En effet, le producteur Mack se souvient : "Freddie pouvait être interrompu dans des moments de créativité. Même si tout se passait bien en studio, Paul se mettait à faire les 100 pas. Il regardait sa montre en disant : “Il est 19h (ou 20h), c'est l'heure d'aller en boîte !”".
Prenter refuse également toutes les demandes des radios américaines de parler à Mercury. May déclare : « Ce type, au cours d'une tournée, a dit à toutes les stations de disques d'aller se faire foutre. Mais pas seulement "allez vous faire foutre", mais "Freddie dit, "allez vous faire foutre"". Le roadie de Queen, Peter Hince, écrit : « Aucun membre du groupe ne se souciait de lui [Prenter], à part Freddie », Hince considérant la préférence de Mercury pour Prenter comme un acte de « loyauté malavisée ».

## Parution et réception
Hot Space atteindra la 4e place des classements musicaux britanniques.
Après la déception de Flash Gordon, et pendant l'immense succès de leur Greatest Hits sorti en 1981, Hot Space est vécu comme un nouvel échec par le groupe, atteint plus que jamais par des dissensions internes. N'appréciant pas le nouveau son, Brian May et Taylor critiquent l'influence néfaste de Paul Prenter.
Après le Hot Space tour qui aura vu le succès du concert de Milton Keynes (5 juin 1982 et qui sortira plus de vingt ans plus tard comme DVD et CD live sous le nom de Queen on Fire: Live at the Bowl), Queen décide de se prendre une année sabbatique en 1983, et rejette Paul Prenter qui reste pourtant au service de Freddie. Finalement viré de son poste en 1986, Prenter dévoilera les dessous de sa relation avec Freddie à la presse en 1987,. Peu évoqué dans l'histoire du groupe, l'ancien assistant décède du sida en 1991, quelques mois avant Freddie, dans la grande indifférence.

## Description
Hot Space comprend le tube Under Pressure, sorti en octobre 1981. Il avait été enregistré bien avant les sessions pour cet album. On y retrouve la participation de David Bowie, alors en séjour à Montreux, comme Queen. Ce titre composé par Queen et Bowie se classe no 1 dans plusieurs pays dont le Royaume-Uni.
Deux plages reprises dans cet album sont des chansons-hommage :
- Life Is Real (Song for Lennon) est écrite en mémoire de John Lennon l'année qui suit l'assassinat du chanteur en 1980. De plus, son titre est basé sur deux chansons Mother et Love de l'ex-Beatles.
- La deuxième chanson-hommage est tout simplement Las Palabras de Amor (The Words of Love) (« Les mots de l'amour ») qui fut écrite pour les fans sud-américains de Queen.

## Pochette
La pochette de Hot Space superpose quatre carrés de couleurs vives avec au centre de chacun le dessin de la forme du visage d'un membre du groupe. Pochette bigarrée qui annonce la couleur de ce nouvel opus : une musique résolument funky. Pour la 1re fois, on ne trouve pas de photo du groupe (ni sur la pochette ni dans l'enveloppe intérieure du disque).

## Classements et certifications
| Pays                                    | Meilleure position |
| --------------------------------------- | ------------------ |
| Allemagne de l'Ouest (Media Control AG) | 5                  |
| Australie (Kent Music Report)           | 15                 |
| Autriche (Ö3 Austria Top 40)            | 1                  |
| Canada (RPM Top Albums)                 | 6                  |
| États-Unis (Billboard 200)              | 22                 |
| Italie (FIMI)                           | 9                  |
| Japon (Oricon)                          | 6                  |
| Norvège (VG-lista)                      | 3                  |
| Nouvelle-Zélande (RIANZ)                | 5                  |
| Pays-Bas (Mega Album Top 100)           | 1                  |
| Royaume-Uni (UK Albums Chart)           | 4                  |
| Suède (Sverigetopplistan)               | 4                  |

| Pays              | Ventes    | Certifications |
| ----------------- | --------- | -------------- |
| Autriche (IFPI)   | 25 000 +  | Or             |
| États-Unis (RIAA) | 500 000 + | Or             |
| Pologne (ZPAV)    | 20 000 +  | Platine        |
| Royaume-Uni (BPI) | 100 000 + | Or             |

## Fiche technique

### Titres
N.B. : Freddie Mercury est le chanteur principal sauf exceptions notées
| 1. | Staying Power   | Freddie Mercury |                                 | 4:10 |
| 2. | Dancer          | Brian May       |                                 | 3:46 |
| 3. | Back Chat       | John Deacon     |                                 | 4:31 |
| 4. | Body Language   | Mercury         |                                 | 4:29 |
| 5. | Action This Day | Roger Taylor    | Freddie Mercury et Roger Taylor | 3:33 |

| 6.  | Put Out the Fire                         | May                                             |                                | 3:15 |
| 7.  | Life Is Real (Song for Lennon)           | Mercury                                         |                                | 3:39 |
| 8.  | Calling All Girls                        | Taylor                                          |                                | 3:53 |
| 9.  | Las Palabras de Amor (The Words of Love) | May                                             | Freddie Mercury et Brian May   | 4:26 |
| 10. | Cool Cat                                 | - Mercury - Deacon                              |                                | 3:26 |
| 11. | Under Pressure (avec David Bowie)        | - Mercury - May - Taylor - Deacon - David Bowie | Freddie Mercury et David Bowie | 4:02 |

| 12. | Body Language (1991 remix de Susan Rogers) | Mercury | 4:44 |

| 1. | Staying Power (Live at Milton Keynes National Bowl, June 1982)          | Mercury | 3:57 |
| 2. | Soul Brother (B-side)                                                   | Queen   | 3:36 |
| 3. | Back Chat (single remix)                                                | Deacon  | 4:12 |
| 4. | Action This Day (Live at Seibu Lions Stadium in Tokyo, November 1982)   | Taylor  | 6:25 |
| 5. | Calling All Girls (Live at Seibu Lions Stadium in Tokyo, November 1982) | Taylor  | 4:45 |

| 6. | Las Palabras de Amor (Top of the Pops, 1982)       |  |  |
| 7. | Under Pressure (Rah Mix, 1999)                     |  |  |
| 8. | Action This Day (live in Milton Keynes, June 1982) |  |  |

### Musiciens
- Freddie Mercury : chant principal, chœurs, claviers, synthétiseurs, boîte à rythmes
- Brian May : guitare électrique principale, guitare acoustique, boîte à rythmes, claviers, chœurs
- Roger Taylor : batterie, percussions, guitare électrique, guitare acoustique, chœurs et chant
- John Deacon : guitare basse, guitare électrique, synthétiseur et boîte à rythmes
- David Bowie : chant sur Under Pressure

### Production
- Reinhold Mack : producteur